# 55 passi nel sole
55 passi nel sole è stato un programma televisivo italiano in onda su Canale 5 nel 2019, condotto da Al Bano con Romina Power e Cristel Carrisi. 

## Il programma
La trasmissione si compone di due serate-evento in onda su Canale 5 nel gennaio 2019, in occasione dei 55 anni di carriera di Al Bano. 
Durante le serate, il cantante ripropone i suoi successi (talvolta in coppia con la ex moglie Romina Power, ospite fissa della trasmissione), oltre a duettare con numerosi ospiti intervenuti nella trasmissione. 
Sono presenze fisse, inoltre, i figli della coppia Al Bano e Romina.  

## Puntate e ospiti
| Puntata | Data            | Ospiti | Ascolti        | Ascolti | Fonte |
| Puntata | Data            | Ospiti | Telespettatori | Share   | Fonte |
| ------- | --------------- | --- | -------------- | ------- | ----- |
| 1       | 23 gennaio 2019 | Pippo Baudo, Lino Banfi, J-Ax, Ricchi e Poveri, Toto Cutugno, Pupo, Alex Britti, Fabrizio Moro, Gabriele Cirilli | 3.368.000      | 18.3%   | [ 1 ] |
| 2       | 30 gennaio 2019 | Beppe Fiorello, Orietta Berti, Mario Biondi, Gigliola Cinquetti, Michele Placido, The Kolors, Roberto Vecchioni  | 3.048.000      | 16.1%   | [ 2 ] |